# Grand Prix Austrálie 1985
Grand Prix Austrálie 1985 (oficiálně L Mitsubishi Australian Grand Prix) se jela na okruhu Adelaide Street Circuit v Adelaide v Austrálii dne 3. listopadu 1985. Závod byl šestnáctým a zároveň posledním v pořadí v sezóně 1985 šampionátu Formule 1.

## Kvalifikace
| Poř. | No. | Jezdec             | Konstruktér            | Časy v kvalifikaci | Časy v kvalifikaci | Ztráta  |
| Poř. | No. | Jezdec             | Konstruktér            | Q1                 | Q2                 | Ztráta  |
| ---- | --- | ------------------ | ---------------------- | ------------------ | ------------------ | ------- |
| 1    | 12  | Ayrton Senna       | Lotus-Renault          | 1:22.403           | 1:19.843           | —       |
| 2    | 5   | Nigel Mansell      | Williams-Honda         | 1:22.564           | 1:20.537           | +0.704  |
| 3    | 6   | Keke Rosberg       | Williams-Honda         | 1:22.402           | 1:21.877           | +2.044  |
| 4    | 2   | Alain Prost        | McLaren-TAG            | 1:23.943           | 1:21.889           | +2.056  |
| 5    | 27  | Michele Alboreto   | Ferrari                | 1:24.666           | 1:22.337           | +2.504  |
| 6    | 8   | Marc Surer         | Brabham-BMW            | 1:24.404           | 1:22.561           | +2.728  |
| 7    | 17  | Gerhard Berger     | Arrows-BMW             | 1:25.362           | 1:22.592           | +2.759  |
| 8    | 15  | Patrick Tambay     | Renault                | 1:25.173           | 1:22.683           | +2.850  |
| 9    | 7   | Nelson Piquet      | Brabham-BMW            | 1:23.018           | 1:22.718           | +2.885  |
| 10   | 11  | Elio de Angelis    | Lotus-Renault          | 1:24.543           | 1:23.077           | +3.244  |
| 11   | 18  | Thierry Boutsen    | Arrows-BMW             | 1:23.943           | 1:23.196           | +3.363  |
| 12   | 16  | Derek Warwick      | Renault                | 1:24.372           | 1:23.426           | +3.593  |
| 13   | 23  | Eddie Cheever      | Alfa Romeo             | 1:23.597           | 1:24.295           | +3.764  |
| 14   | 22  | Riccardo Patrese   | Alfa Romeo             | 1:23.758           | 1:24.128           | +3.925  |
| 15   | 28  | Stefan Johansson   | Ferrari                | 1:24.732           | 1:23.902           | +4.069  |
| 16   | 1   | Niki Lauda         | McLaren-TAG            | 1:24.691           | 1:23.941           | +4.108  |
| 17   | 3   | Martin Brundle     | Tyrrell-Renault        | 1:25.646           | 1:24.241           | +4.408  |
| 18   | 25  | Philippe Streiff   | Ligier-Renault         | 1:26.618           | 1:24.266           | +4.433  |
| 19   | 33  | Alan Jones         | Lola-Hart              | 1:25.780           | 1:24.369           | +4.536  |
| 20   | 26  | Jacques Laffite    | Ligier-Renault         | 1:26.972           | 1:24.830           | +4.997  |
| 21   | 20  | Piercarlo Ghinzani | Toleman-Hart           | 1:25.021           | 1:26.630           | +5.188  |
| 22   | 4   | Ivan Capelli       | Tyrrell-Renault        | 1:27.120           |                    | +7.287  |
| 23   | 29  | Pierluigi Martini  | Minardi-Motori Moderni | 1:27.196           | 1:27.402           | +7.363  |
| 24   | 19  | Teo Fabi           | Toleman-Hart           | 1:28.261           | 1:28.110           | +8.277  |
| 25   | 24  | Huub Rothengatter  | Osella-Alfa Romeo      | 1:30.319           |                    | +10.486 |

## Závod
| Poř.   | No. | Jezdec             | Konstruktér            | Počet kol | Čas/Odstoupení  | Pořadí na startu | Body |
| ------ | --- | ------------------ | ---------------------- | --------- | --------------- | ---------------- | ---- |
| 1      | 6   | Keke Rosberg       | Williams-Honda         | 82        | 2:00:40.473     | 3                | 9    |
| 2      | 26  | Jacques Laffite    | Ligier-Renault         | 82        | + 43.130        | 20               | 6    |
| 3      | 25  | Philippe Streiff   | Ligier-Renault         | 82        | + 1:28.536      | 18               | 4    |
| 4      | 4   | Ivan Capelli       | Tyrrell-Renault        | 81        | + 1 kolo        | 22               | 3    |
| 5      | 28  | Stefan Johansson   | Ferrari                | 81        | + 1 kolo        | 15               | 2    |
| 6      | 17  | Gerhard Berger     | Arrows-BMW             | 81        | + 1 kolo        | 7                | 1    |
| 7      | 24  | Huub Rothengatter  | Osella-Alfa Romeo      | 78        | + 4 kola        | 25               |      |
| 8      | 29  | Pierluigi Martini  | Minardi-Motori Moderni | 78        | + 4 kola        | 23               |      |
| Ret    | 12  | Ayrton Senna       | Lotus-Renault          | 62        | Motor           | 1                |      |
| Ret    | 27  | Michele Alboreto   | Ferrari                | 61        | Zavěšení        | 5                |      |
| Ret    | 1   | Niki Lauda         | McLaren-TAG            | 57        | Brzdy           | 16               |      |
| Ret    | 16  | Derek Warwick      | Renault                | 57        | Zavěšení        | 12               |      |
| NC     | 3   | Martin Brundle     | Tyrrell-Renault        | 49        | Neklasifikován  | 17               |      |
| Ret    | 8   | Marc Surer         | Brabham-BMW            | 42        | Motor           | 6                |      |
| Ret    | 22  | Riccardo Patrese   | Alfa Romeo             | 42        | Výfuk           | 14               |      |
| Ret    | 19  | Teo Fabi           | Toleman-Hart           | 40        | Motor           | 24               |      |
| Ret    | 18  | Thierry Boutsen    | Arrows-BMW             | 37        | Únik oleje      | 11               |      |
| Ret    | 20  | Piercarlo Ghinzani | Toleman-Hart           | 28        | Spojka          | 21               |      |
| Ret    | 2   | Alain Prost        | McLaren-TAG            | 26        | Motor           | 4                |      |
| Ret    | 15  | Patrick Tambay     | Renault                | 20        | Zavěšení        | 8                |      |
| Ret    | 33  | Alan Jones         | Lola-Hart              | 20        | Elektronika     | 19               |      |
| DSQ    | 11  | Elio de Angelis    | Lotus-Renault          | 18        | Diskvalifikován | 10               |      |
| Ret    | 7   | Nelson Piquet      | Brabham-BMW            | 14        | Požár           | 9                |      |
| Ret    | 23  | Eddie Cheever      | Alfa Romeo             | 5         | Motor           | 13               |      |
| Ret    | 5   | Nigel Mansell      | Williams-Honda         | 1         | Zavěšení        | 2                |      |
| Zdroj: |     |                    |                        |           |                 |                  |      |

## Konečné pořadí po závodě
- Tučně je vyznačen jezdec a tým, který získal titul v Poháru jezdců nebo konstruktérů.

Pohár jezdců
| Pořadí | Jezdec           | Body    |
| ------ | ---------------- | ------- |
| 1      | Alain Prost      | 73 (76) |
| 2      | Michele Alboreto | 53      |
| 3      | Keke Rosberg     | 40      |
| 4      | Ayrton Senna     | 38      |
| 5      | Elio de Angelis  | 33      |
| Zdroj: |                  |         |

Pohár konstruktérů
| Pořadí | Konstruktér    | Body |
| ------ | -------------- | ---- |
| 1      | McLaren-TAG    | 90   |
| 2      | Ferrari        | 82   |
| 3      | Williams-Honda | 71   |
| 4      | Lotus-Renault  | 71   |
| 5      | Brabham-BMW    | 26   |
| Zdroj: |                |      |